# Eremophila annosocaulis
Eremophila annosocaulis är en flenörtsväxtart som beskrevs av Chinnock. Eremophila annosocaulis ingår i släktet Eremophila och familjen flenörtsväxter. Inga underarter finns listade i Catalogue of Life.